# Castellonroi
Castellonroi (en castellà i oficialment, Castillonroy) és un municipi i població de la comarca de la Llitera. Té una àrea de 37 km² amb una població de 391 habitants (INE 2008) i una  densitat de 10,57 hab./km². El codi postal és 22572.

## Nuclis del municipi
Actualment, el que es coneix com a municipi de Castellonroi comprèn els següents nuclis:
- Castellonroi
- Pinyana, despoblat[3] i Santa Anna, església de Pinyana.[4]

## Administració

### Llista dels últims alcaldes de Castellonroi
| Període   | Alcalde                   | Partit |  |
| --------- | ------------------------- | ------ |  |
| 1979-1983 |                           |        |  |
| 1983-1987 |                           |        |  |
| 1987-1991 |                           |        |  |
| 1991-1995 |                           |        |  |
| 1995-1999 |                           |        |  |
| 1999-2003 |                           |        |  |
| 2003-2007 |                           |        |  |
| 2007-2011 | Antonio Fondevila Aguilar | PAR    |  |
| 2011-2015 | Antonio Fondevila Aguilar | PAR    |  |

### Resultats electorals
| Eleccions municipals |      |      |      |
| Partit               | 2003 | 2007 | 2011 |
| PAR                  | 5    | 3    | 3    |
| PP                   | -    | 2    | 3    |
| PSOE                 | 2    | 2    | 1    |
| Total                | 7    | 7    | 7    |

## Demografia
| 1900 | 1910 | 1930 | 1940 | 1950 | 1960 | 1970 | 1978 | 1991 | 1996 | 2001 | 2004 | 2008 |
| ---- | ---- | ---- | ---- | ---- | ---- | ---- | ---- | ---- | ---- | ---- | ---- | ---- |
| -    | -    | -    | -    | -    | -    | -    | -    | 245  | 444  | 427  | 410  | 391  |

En aquesta taula de resultats de la demografia durant 17 anys, veiem com el 1991 hi havia un nivell baix de persones allotjades, però amb 5 anys, el 1996 podem observar que gairebé hi van aver el doble de persones.
Del 2001 fins al 2008, observem que no hi ha gaire canvi de nombre de persones.
A Castillonroy en l'època de l'estiu hi poden haver gairebé 600 persones i a l'època d'hivern, de fred hi poden haver unes 400 persones; la diferència de persones és de 200 persones.

## Monuments
- Església parroquial, Mare de Déu de l'Assumpció, d'estil barroc.
- Ermita romànica de Sant Salvador, al pic de Montpedró.[6]
- Pantà de Santa Anna.
- La casa de l'aigua o Casa de Lleida,[7] repartidor del Canal de Pinyana.[8]

## Festes
- Sant Antoni, 17 de gener.
- Santa Rita, 22 de maig.
- Festes d'estiu, tercer diumenge d'agost.